# Barkaj
Barkaj (hebrejsky בַּרְקַאי, doslova „Jitřenka“ v oficiálním přepisu do angličtiny Barqay, přepisováno též Barkai) je vesnice typu kibuc v Izraeli, v Haifském distriktu, v Oblastní radě Menaše.

## Geografie
Leží v nadmořské výšce 72 metrů, na pahorku poblíž vyústění údolí Vádí Ara do hustě osídlené a zemědělsky intenzivně využívané pobřežní nížiny.
Obec se nachází 13 kilometrů od břehu Středozemního moře, cca 50 kilometrů severovýchodně od centra Tel Avivu, cca 37 kilometrů jižně od centra Haify a 10 kilometrů severovýchodně od města Chadera. Barkaj obývají Židé, přičemž osídlení v tomto regionu je etnicky smíšené. Pobřežní nížina je zcela židovská, ovšem 2 kilometry východně a severovýchodně od kibucu začíná pás měst ve Vádí Ara obydlených izraelskými Araby.
Barkaj je na dopravní síť napojen pomocí dálnice číslo 6 (Transizraelská dálnice), jež míjí vesnici na východě a kříží se poblíž kibucu s dálnicí číslo 65 ve směru Chadera-Vádí Ara-Afula.

## Dějiny

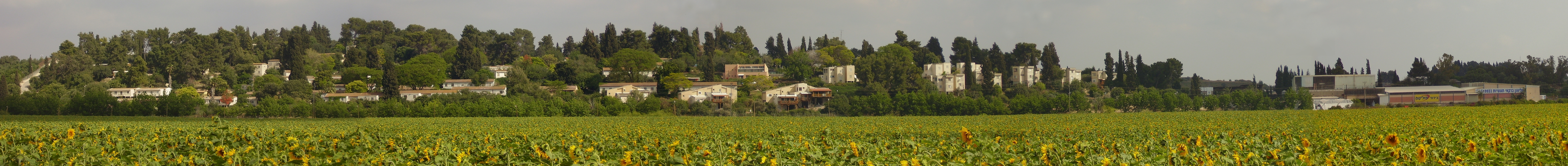
Panoramatický pohled na kibuc Barkaj

Kibuc Barkaj byl založen v roce 1949. Jméno kibucu znamená hebrejsky jitřenka a také je akronymem Banej Romanija Kibuc Erec Jisra'el (בני רומניה קיבוץ ארץ ישראל). Šlo o skupinu židovských přistěhovalců z Rumunska, kteří stáli za založením kibucu. Ta se zformovala ještě v Rumunsku v roce 1947. Nejprve se do tehdejší mandátní Palestiny přestěhovala první část dospělých osadníků. Ti zpočátku pobývali v kibucu Bejt Alfa. Během války za nezávislost pak osídlili nynější lokalitu. Přišli sem 10. května 1949. V roce 1950 doplnila populaci kibucu skupina Židů z USA.
Osadníci se nastěhovali na pahorek, na kterém se do té doby rozkládala arabská vesnice Vádí Ara (nezaměňovat se stejnojmenným sousedním údolím a vodním tokem Vádí Ara). V roce 1931 v ní žilo 81 lidí v 18 domech. V únoru 1948 počátkem války za nezávislost byla Vádí 'Ara ovládnuta izraelskými silami a arabské osídlení tu skončilo. Část vesničanů zde ještě několik měsíců pobývala, ale v červenci 1949 byla i ona odsunuta. Většina zástavby arabské vesnice pak byla zbořena, s výjimkou dvou domů.
Roku 1951 byla do kibucu Barkaj zavedena elektřina. Roku 1953 došlo k napojení na telefonní síť. Roku 1961 byl zprovozněn plavecký bazén.
Ekonomika kibucu Barkaj je založena na zemědělství a průmyslu (firma na produkci plastů). Tato továrna zahájila provoz roku 1971. Počátkem 21. století prošel kibuc privatizací a zbavil se kolektivních rysů svého hospodaření.

## Demografie
Podle údajů z roku 2014 tvořili naprostou většinu obyvatel v Barkaj Židé (včetně statistické kategorie "ostatní", která zahrnuje nearabské obyvatele židovského původu ale bez formální příslušnosti k židovskému náboženství).
Jde o menší sídlo vesnického typu s dlouhodobě mírně rostoucí populací. K 31. prosinci 2014 zde žilo 508 lidí. Během roku 2014 populace klesla o 0,8 %.
| Rok            | 1961 | 1972 | 1983 | 1995 | 2001 | 2003 | 2004 | 2005 | 2006 | 2007 | 2008 | 2009 | 2010 | 2011 | 2012 | 2013 | 2014 |
| -------------- | ---- | ---- | ---- | ---- | ---- | ---- | ---- | ---- | ---- | ---- | ---- | ---- | ---- | ---- | ---- | ---- | ---- |
| Počet obyvatel | 270  | 318  | 434  | 371  | 325  | 327  | 341  | 342  | 347  | 351  | 361  | 386  | 399  | 463  | 493  | 512  | 508  |